# 榆橘属
榆橘属（学名：Ptelea）是芸香科下的一个属，为落叶灌木或小乔木植物。该属共有约10种，分布于北美东部至加拿大南部。